# Zdzisław Wróbel
Zdzisław Erazm Wróbel (ur. 19 stycznia 1925 w Borysławiu, zm. 3 grudnia 2007) – polski pisarz, eseista i dziennikarz związany ze środowiskiem kulturalnym Kujaw i Pomorza (a zwłaszcza Torunia), działacz partyjny.

## Życie i twórczość
Przed II wojną światową rozpoczął naukę w gimnazjum w Drohobyczu (jego nauczycielem był tam m.in. Bruno Schulz). Podczas okupacji pracował jako robotnik rolny w okolicach Dukli oraz w obozie pracy w Borysławiu. W 1944 wstąpił do Wojska Polskiego i ukończył szkołę oficerską artylerii. Gdy zapadł na gruźlicę został zdemobilizowany i w obdartym szynelu wojskowym trafił do Torunia, gdzie kształcił się w Studium Przygotowawczym Uniwersytecie Mikołaja Kopernika, a następnie studiował filologię romańską i rosyjską. Studia ukończył w 1951. Wykształcenie uzupełniał na kursach językowych na uczelniach we Francji, Włoszech i w Anglii.  
Po studiach pracował jako dziennikarz w redakcjach czasopism Po prostu i Pomorze (w tym w latach 1967–1973 jako redaktor naczelny), a także w bydgoskim oddziale Polskiej Agencji Prasowej. Zajmował się także twórczością literacką. Do przejścia na emeryturę w 1981 był również kierownikiem literackim teatru im. Wilama Horzycy w Toruniu. 
W latach 1947–1948 był członkiem PPR, od 1948 należał do PZPR, był członkiem Komitetu Wojewódzkiego PZPR w Bydgoszczy. 
Był autorem ośmiu tomów prozy, sześciu sztuk teatralnych oraz wielu esejów. Niektóre dramaty jego autorstwa zrealizowano w telewizji inne znów w radiu. 
Pochowany na cmentarzu św. Jakuba w Toruniu (kwatera L-8-10). 

## Wybrane publikacje
Powieści:
- Inauguracja
- Eldorado
- Szczeble
- Odwrót
- Konspiracja

Zbiory opowiadań:
- Złoty ptak (Wydawnictwo Pojezierze)
- Śmierć frajerom

Dramaty:
- Bracia
- Majakowski
- Kim jesteś inżynierze
- Zamach
- Przeciw całemu światu
- Konfident diabła

Eseje:
- Erotyzm w literaturze dawnych wieków (1986)
- Erotyzm w literaturze nowożytnej
- Erotyzm w religiach świata
- Miłość i erotyzm w literaturze dawnych wieków
- Rozpal w nich chuć (seria: Dzieje erotyzmu)
- Rozkosze miłosnego szału (seria: Dzieje erotyzmu)
- Uczta trzech szczytów (seria: Dzieje erotyzmu)
- Eros niebiański i wszeteczny (2003, seria: Dzieje erotyzmu)

## Ordery i odznaczenia
- Krzyż Kawalerski Orderu Odrodzenia Polski
- Złoty Krzyż Zasługi
- Medal 30-lecia Polski Ludowej[2]
- Medal Zwycięstwa i Wolności 1945
- Medal „Za udział w walkach o Berlin”
- Odznaka Grunwaldzka

## Nagrody
- Nagroda WRN w Bydgoszczy I stopnia za wybitne osiągnięcia w dziedzinie kultury (1969)[3]